# Sibt ibn al-Jawzi
Ne doit pas être confondu avec Ibn al-Jawzi.
 (janvier 2018).
Si vous disposez d'ouvrages ou d'articles de référence ou si vous connaissez des sites web de qualité traitant du thème abordé ici, merci de compléter l'article en donnant les références utiles à sa vérifiabilité et en les liant à la section « Notes et références ».
Sibt Ibn al-Jawzi (arabe : سبط بن الجوزي ، يوسف بن عبد الله ، أبو المظفر) était un érudit musulman hanafite, orateur et chroniqueur damascène né à Bagdad en 1186, mort à Damas en 1256. Il est l'auteur d’une histoire universelle intitulée Mirʾat az-zaman (le Miroir du temps) ainsi que le petit-fils de Ibn Al-Jawzi.

## Biographie
Son père est un affranchi Turc de ʿAwn ad-Din ibn Hubayra, vizir des califes Al-Muqtafi et Al-Mustanjid et sa mère la fille du célèbre ouléma Abu-al-Faraj ibn Al-Jawzi.
En 1203, il se rend à la cour des Ayyoubides de Damas, puis à Alep auprès de Malik al-Zahir en 1206. En 1208 il fait pour la première fois un pèlerinage à la Mecque, puis retourne à Damas deux ans plus tard auprès de Malik al-Mu'azzam Musa, fils d'Al-Adel, qu'il rencontre à l'occasion d'un prêche du nouvel an le 26 septembre 1210. Il remplit plusieurs missions pour les princes ayyoubides et voyage beaucoup dans les années 1215-1217. En 1226, al-Mu'azzam le nomme mudarris (professeur) à la madrasa hanafiste de Damas, la Shibliyya al-Barraniyya. En 1229, le fils et successeur d'al-Mu'azzam An-Nasir Dâ'ûd lui demande de prêcher dans la mosquée omeyyade de Damas contre le sultan d'Égypte Al-Kamel, qui vient de signer un traité avec l'empereur Frédéric II, et son frère Al-Ashraf qui approuve sa politique. Sibt lance une fatwa contre les deux princes accusés de trahison et appelle les Damascènes aux armes. Al-Ashraf assiège Damas et prend la ville en juin, et Sibt doit suivre An-Nasir dans sa retraite à Al-Karak. Il y reste jusqu'en 1235, puis retourne à Damas quand ses relations avec Al-Ashraf se sont améliorées. À la mort de celui-ci en 1237, il doit encore quitter la ville, car le nouveau sultan Al-Salih Ismaël le soupçonne à tort de collusion avec l'Égypte, de nouveau en guerre contre Damas. Il retourne à Al-Karak où il persuade An-Nasir de libérer le fils d'Al-Kamel Malik al-Salih Ayyoub.
Il est en Égypte en 1241 et lie de bonnes relations avec le sultan Malik al-Salih Ayyoub qu'il a rencontré à Jérusalem après sa libération. Il rentre à Damas deux ans plus tard et y réside jusqu'à sa mort en 1256.
Sibt maitrise bien les hadiths, la lecture du Coran et la grammaire arabe. C'est comme wa'iz (prédicateur) qu'il révèle tout son talent. Les Damascènes affluent le vendredi à la mosquée pour écouter ses discours. Son ouvrage principal est le Mir'at al-zaman fi ta'rikh al-a'ydn, le Miroir du temps, chronique universelle en huit parties : les évènements y sont classés par années, chacune se terminant par les nécrologies des hommes illustres mort cette année-là. Cette chronique est importante pour les Xe et XIe siècle, périodes où les sources qu'il a utilisé sont souvent perdues, et pour la période qu'il a vécu lui-même. Deux manuscrits nous sont parvenus, l'un de la propre main de Sibt, un autre d'un historien de la génération suivante, al-Yūnīnī.

### Source
- Medieval Islamic Civilization : An Encyclopedia, par Josef W. Meri, Jere L. Bacharach Publié par Routledge, 2006  (ISBN 0-415-96690-6 et 978-0-415-96690-0)